# Esperança Mangaze
Esperança António Cau Mangaze (Lourenço Marques ou Inhambane, 14 de maio de 1965) é uma engenheira informática e empresária moçambicana. É considerada uma das empresárias de maior referência nacional, sendo reconhecida internacionalmente.